# Gossypium sturtianum
Gossypium sturtianum es una especie de arbusto leñoso, estrechamente relacionado con el algodón, se encuentra en Australia y el Territorio del Norte. Tiene un ciclo biológico de 10 años. 

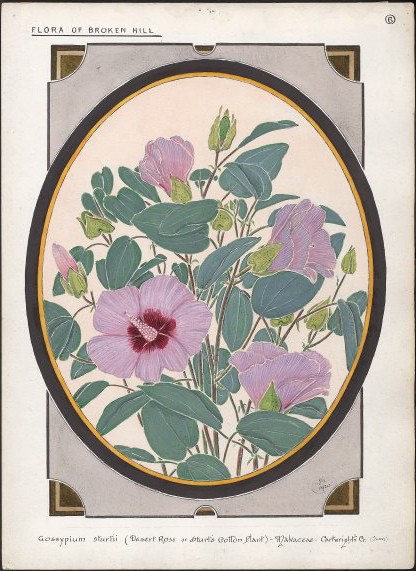
"Gossypium sturtii" by
Gostelow, E. E. (Ebenezer Edward), 1867-1944.

## Descripción
Gossypium sturtianum alcanza los 1–2 m de altura y los 1–2 m de ancho. El color de los pétalos pueden variar desde el rosa pálido al oscuro púrpura o marrón. Los cinco pétalos están dispuestos en una espiral y tiene un centro de color rojo oscuro. No tiene una bola de algodón pequeña en el centro de la flor. Pueden ser visto casi todo el año, aunque usualmente, aparecen a fines de invierno. Tienen hasta 12 cm de diámetro. Las hojas son de diferentes tonos desde redondas, verdes y muy perfumada a aplastadas.
Hay dos variaciones. Variación nandewarense sólo se encuentra en el noreste de Nueva Gales del Sur (alrededor de Narrabri) y en el centro de Queensland. La variedad más común, sturtianum, se encuentra en todas partes.

## Hábitat
Gossypium sturtianum se encuentra en la arena y grava de los suelos, a lo largo de secos arroyo, en cursos de agua, barrancos y grandes pendientes de rocas. Esto significa que debe ser capaz de almacenar y conservar el agua. Las adaptaciones para esta planta son:
- Una estructura interna fuerte. Esto evita el marchitamiento y reduce la transpiración (sudor).
- Tiene menos estomas (los poros que liberan gas en las hojas) o están protegidos. Los estomas se encuentran en la parte inferior de la hoja. Esto significa menor pérdida de agua.
- Tienen almacenamiento de agua en el interior. Esto reduce la necesidad de depender de la lluvia para hidratarse. Estas fuentes podrían estar en el sistema troncal, de la raíz, o las hojas.
- Sistemas de raíces profundas. Son capaces de alcanzar las aguas profundas en el suelo.
- Las semillas de la planta no eclosionan antes de que germinen. Esto significa que tienen más posibilidades de sobrevivir.
- Gossypium sturtianum contiene la sustancia gosipol. Gosipol es tóxico para todos los animales no rumiantes. Esto significa que el arbusto tiene menos posibilidades de ser comido.

## Taxonomía

Bandera del Territorio del Norte

Gossypium sturtianum fue descubierto por Charles Sturt en 1844-1845. En 1947, James Hamlyn Willis le dio al arbusto el nombre científico actual. No se considera en situación de riesgo en el medio silvestre. Gossypium sturtianum es el emblema floral del Territorio del Norte y aparece en forma estilizada de la bandera oficial. 